# 埼玉県立狭山清陵高等学校
埼玉県立狭山清陵高等学校（さいたまけんりつ さやませいりょうこうとうがっこう）は、埼玉県狭山市上奥富にある全日制の公立高等学校。

## 沿革
- 1982年（昭和57年） - 開校。

## 著名な卒業生
- 吉沢秋絵（元タレント）
- 塚田文（現在日本テレビ系列アナウンサー元西武ライオンズマスコットガール 元山口放送アナウンサー）
- 河野友軌（元プロ野球選手）

## 交通
- 西武新宿線 新狭山駅北口より徒歩10分